# État libre de Prusse
 (mai 2018).
Si vous disposez d'ouvrages ou d'articles de référence ou si vous connaissez des sites web de qualité traitant du thème abordé ici, merci de compléter l'article en donnant les références utiles à sa vérifiabilité et en les liant à la section « Notes et références ».
1918–1947
Entités précédentes :
- Royaume de Prusse

Entités suivantes :
- Allemagne occupée
- Zone d'occupation soviétique
- RSFS de Russie (Oblast de Kaliningrad)
- RP de Pologne

L’État libre de Prusse (en allemand : Freistaat Preußen) est le principal Land allemand entre 1918 et 1945, durant la république de Weimar et le Troisième Reich. Il est fondé sur les bases territoriales de l'ancien royaume de Prusse.  L'approche d'une défaite de l'Empire allemand à la fin de la Première Guerre mondiale, alimenta un contexte de crise politique et économique. Les premiers mouvements populaires ne tardèrent pas à éclater le 30 octobre 1918 à Kiel, dans la province prussienne du Schleswig-Holstein.

## La fin du royaume
La révolution allemande, menée par les Spartakistes gagna bientôt tout le pays, et les troubles éclatèrent finalement à Berlin le 9 novembre, précipitant la chute des Hohenzollern et l'effondrement de la monarchie, dans le Reich comme dans les États fédérés. La République est proclamée le jour même d'un balcon du Reichstag. La république de Weimar transforme alors le royaume de Prusse en un Land fédéré au sein du Reich, républicain depuis 1918, doté du nom officiel « d’État libre de Prusse ».

## Composition territoriale
Comme son prédécesseur, le royaume de Prusse, le territoire de l'État libre de Prusse est divisé en provinces.

### Les provinces prussiennes
Aux termes de l'alinéa 1er de l'article 32 de la Constitution du 30 novembre 1920, l'État libre de Prusse est divisé en treize provinces, à savoir :
- onze provinces à diète provinciale (en allemand :  Provinziallandtag) :
  1. La province de Prusse-Orientale (en allemand :  Provinz Ostpreußen), chef-lieu : Königsberg,
  2. La province de Brandebourg (en allemand :  Provinz Brandenburg), chef-lieu : Potsdam,
  3. La province de Poméranie (en allemand : Provinz Pommern), chef-lieu : Stettin,
  4. La province de Basse-Silésie (en allemand : Provinz Niederschlesien), chef-lieu : Breslau,
  5. La province de Haute-Silésie (en allemand : Provinz Oberschlesien), chef-lieu : Oppeln,
  6. La province de Saxe (en allemand : Provinz Sachsen), chef-lieu : Magdebourg,
  7. La province du Schleswig-Holstein (en allemand : Provinz Schleswig-Holstein), chef-lieu : Kiel,
  8. La province de Hanovre (en allemand : Provinz Hannover), chef-lieu : Hanovre,
  9. La province de Westphalie (en allemand : Provinz Westfalen), chef-lieu : Münster,
  10. La province de Rhénanie (en allemand : Rheinprovinz), chef-lieu : Coblence,
  11. La province de Hesse-Nassau (en allemand : Provinz Hessen-Nassau), chef-lieu : Cassel ;
- deux provinces sans diète provinciale :
  1. La ville de Berlin (en allemand : Stadtgemeinde Berlin), c'est-à-dire le Grand-Berlin (en allemand :  Groß-Berlin), dont les représentants au Conseil d'État étaient élus par le conseil municipal (en allemand : Stadtverordnetenversammlung),
  2. La Marche de Posnanie-Prusse-Occidentale (Grenzmark Posen-Westpreußen), chef-lieu : Schneidemühl, dont les représentants au Conseil d'État étaient élus par les Diètes communales.

L'alinéa 3 de l'article précité ajoutait que le pays de Hohenzollern (en allemand :  Hohenzollernschen Lande, puis, à partir de 1928 : le Hohenzollerische Lande) était représenté au Conseil d'État par un membre élu par l'Assemblée régionale (en allemand : Kommunallandtag).

### Pertes de territoires en 1919
Les amputations territoriales imposées à l'Allemagne par le traité de Versailles touchent essentiellement le territoire de l'ancien royaume de Prusse, dont le poids relatif, au sein du Reich, est écorné. La Prusse perd : 
- les cantons d'Eupen et Malmedy au royaume de Belgique ;
- le Schleswig du Nord au Danemark ;
- la perte de la Posnanie et d'une partie de Haute-Silésie attribués à la république de Pologne ;
- la ville libre de Dantzig, le territoire du Bassin de la Sarre, le territoire de Memel (ce dernier, annexé en 1923 par la Lituanie), sont alors placés sous le contrôle de la Société des Nations.

Cependant, la Prusse reste le plus grand des dix-sept Länder allemands de l'époque représentant 60 pour cent de la population et les deux tiers du territoire de la république de Weimar.

## Institutions
Comme durant la période précédente, le poste de chancelier du Reich et de ministre-président de Prusse est confiée à Friedrich Ebert ; cependant, au bout de quelques jours, il abandonne la fonction de ministre-président de Prusse, au profit des fonctions de chancelier du Reich, la fonction de ministre-président étant confiée à Paul Hirsch.
Son Landtag demeure longtemps socialiste sous la présidence d'Otto Braun, ce qui retarde l'arrivée des nazis au pouvoir, mais après les élections prussiennes du 24 avril 1932, le Parti social-démocrate n'a plus de majorité : le chancelier Franz von Papen décide de suspendre les institutions de l'État libre lors du coup de Prusse et se proclame commissaire du Reich pour cet État. Le 11 avril 1933, après l'arrivée au pouvoir du parti nazi, Hermann Göring est désigné comme ministre-président de Prusse.

## Période nazie

Drapeau nazi de l'État libre de Prusse, créé en 1933.

Le régime nazi qu'Hitler met en place, semble d'abord respecter formellement en Prusse ses institutions autonomes mais, par la réorganisation administrative du Troisième Reich en 1934-1935, leur substitue les Gaue tout en maintenant la fonction de « ministre-président » qui coïncide désormais avec celle de Reichskomissar (« commissaire du Reich »), poste successivement occupé par Franz von Papen et Hermann Göring.

### Les Gaue
Une vingtaine de Gaue correspond en partie ou entièrement au territoire de l'État libre de Prusse : d'ouest en est ce sont ceux du Westmark (Sarre), du Moselland, de Cologne-Aix-la-Chapelle, de Düsseldorf, d'Essen, de Hesse-Nassau, de Hesse-Palatine, de Westphalie Nord et Sud, du Weser-Ems, de Hanovre-Oriental, de Hanovre-Brunswick, de Magdebourg-Anhalt, de Halle-Mersebourg, de Brandebourg, de Berlin, de Poméranie, de Prusse-Orientale, de Dantzig-Prusse-Occidentale et du Wartheland (ces deux derniers, en grande partie polonais avant la guerre).
À partir du mois d'août 1944, le territoire de l'État libre de Prusse est directement menacé par les unités soviétique, contenues jusqu'au déclenchement des offensives soviétiques lancées à partir du 12 janvier 1945. Rapidement, l'Armée rouge occupe tous les Gaue à l'est du Magdebourg-Anhalt inclus, tandis que les Anglo-Américains occupent les autres. À la fin de la Seconde Guerre mondiale, les puissances occupantes décident la suppression des Gaue et le rétablissement de l'État libre de Prusse à l'ouest de la ligne Oder-Neisse (la Pologne et l'URSS se partageant les territoires à l'est de cette ligne). En pratique, l'occupation alliée scinde ce territoire en deux (partie anglo-américaine et partie soviétique) et le 25 février 1947, considérant la Prusse comme le berceau du militarisme allemand, le Conseil de contrôle allié proclame par la loi no 46, la dissolution définitive de l'État prussien.